# Frikyrkliga scenen
Den Frikyrkliga scenen kallas den plattform frikyrkan erbjuder i form av stora årliga frikyrkoarrangemang (såsom Frizon, Gullbrannafestivalen eller Nordic) eller mindre lokalt anordnade konferenser, festivaler och konserter.
Många musiker kan försörja sig helt på att bara turnera runt nästan uteslutande på den frikyrkliga scenen. Bland dem finns till exempel Bengt Johansson och Samuel Ljungblahd.